# Elia Eudoxia
Elia Eudoxia (en latín, Aelia Eudoxia; fallecida el 6 de octubre de 404) fue una emperatriz romana consorte, esposa del emperador romano de Oriente Arcadio.

## Familia
Era la hija de Flavio Bauto, un franco romanizado que sirvió como magister militum en el ejército romano de Occidente durante los años 380. La identidad de su padre la menciona Filostorgio. La crónica fragmentaria de Juan de Antioquía, un monje del siglo VII considera a Bauto también como el padre de Arbogasto. Este parentesco no es aceptado por los historiadores modernos. La Historia del Imperio romano tardío (1923) de John B. Bury y el estudio histórico Theodosian Empresses. (1982) de Kenneth Holum consideran que la madre de Eudoxia era romana y por lo tanto ella podría ser considerada "semibárbara"; sin embargo, las fuentes primarias no mencionan su linaje materno.

## Primeros años
Su padre aparece mencionado por última vez como cónsul romano con Arcadio en el año 385. Para el 388 ya estaba muerto. Según Zósimo, Eudoxia comenzó su vida en Constantinopla como miembro de la casa de Promoto, magister militum del Imperio romano de Oriente. Se cree que para entonces ya era huérfana. Su entrada en la casa de Promoto puede indicar amistad de los dos magistri o una alianza política.
Promoto murió en el año 391. Según Zósimo, le sobrevivió su esposa Marsa y dos hijos que fueron criados junto con los hijos y emperadores conjuntos de Teodosio I. Tales hijos eran Arcadio y su hermano menor, Honorio. Zósimo afirma que Eudoxia vivió junto con uno de los hijos supervivientes en Constantinopla. Por lo tanto se asume que ya conocía a Arcadio durante sus años como colega menor de su padre. Zósimo cuenta que Eudoxia fue educada por Pansofio. Su anterior tutor fue promovido al rango de obispo de Nicomedia en el año 402. Wendy Mayer considera que Eudoxia había sido preparada como un vehículo de las ambiciones de su familia de acogida.

## Matrimonio
El 17 de enero de 395, Teodosio I falleció en Milán. Arcadio le sucedió en Oriente y Honorio en Occidente. Arcadio fue efectivamente colocado bajo el control de Rufino, prefecto pretoriano de Oriente. Supuestamente Rufino pretendía casar a su hija con Arcadio y establecer su propio parentesco con la dinastía teodosiana. Bury considera que «una vez que fuera suegro del emperador, él [Rufino] esperaría convertirse en emperador por sí mismo».
Sin embargo Rufino se vio distraído por un conflicto con Estilicón, magister militum de Occidente. La boda de Eudoxia y Arcadio fue organizada por Eutropio, uno de los oficiales eunucos del Gran Palacio de Constantinopla. El matrimonio tuvo lugar el 27 de abril de 395, sin el conocimiento o consentimiento de Rufino. Para Eutropio era un intento de incrementar su propia influencia sobre el emperador y confiaba en asegurar la lealtad de la nueva emperatriz hacia él. Rufino había sido un enemigo de Promoto y la casa superviviente del magister militum, incluida Eudoxia, podría estar ansiosa de socavar su influencia. El propio Arcadio pudo verse motivado a afirmar su propia voluntad sobre la de su regente. Zósimo cuenta que Arcadio también estaba influido por la extraordinaria belleza de la novia pero esto se considera dudoso por eruditos posteriores. Arcadio tenía aproximadamente dieciocho años de edad y Eudoxia puede calcularse que tenía más o menos la misma edad.

## Emperatriz consorte
En la década entre el matrimonio y su muerte, Eudoxia dio a luz a cinco hijos supervivientes. Una fuente contemporánea conocida como Pseudo-Martirio también habla de dos hijos que nacieron muertos. Se cree que el escritor era Cosme, quien defendía a Juan Crisóstomo, y atribuyó ambos acontecimientos al castigo por los dos exilios de Juan. Zósimo señala que se rumoreó ampliamente que su hijo Teodosio era el hijo que tuvo con un cortesano. Se cree que el relato de su vida hecho por Zósimo es, en general, hostil a Eudoxia, y su exactitud es dudosa.
Se considera que ella y Gainas, el nuevo magister militum, intervinieron en la privación de todos los cargos y posterior ejecución de Eutropio en el año 399. Sin embargo, la extensión y la naturaleza de su implicación son controvertidas. No obstante, parece que incrementó su influencia personal tras su destitución. El 9 de enero del año 400, Eudoxia recibió oficialmente el título de Augusta. También pudo a partir de entonces llevar el paludamento púrpura, representando el rango imperial y fue representada en las monedas romanas. También circularon imágenes oficiales de ella en un estilo similar al de un Augusto masculino. Su cuñado Honorio más tarde se quejaría a Arcadio de que estas monedas llegaban a su propia corte.
La extensión de su influencia en asuntos cortesanos y de Estado ha sido objeto de debate entre los historiadores. Filostorgio considera que ella era más inteligente que su marido, pero dice que sufría de una “arrogancia bárbara”. Zósimo considera que era terca pero al final la manipulaban los eunucos de la corte y las mujeres que la rodeaban. Unas fuentes consideran que se sobreestima su influencia en las fuentes primarias mientras que según otras, ella dominó el gobierno entre el 400 y su muerte en el 404.
En 403, Simplicio, prefecto de Constantinopla, erigió una estatua dedicada a ella sobre una columna de pórfido y una base de mármol. Arcadio rebautizó la ciudad de Selimbria (Silivri) Eudoxiópolis por ella, aunque este nombre no sobrevivió.

## Política eclesiástica
Su papel en los asuntos eclesiásticos de la época está bastante bien documentada. Se convirtió en defensora de la facción cristiana que defendía el símbolo niceno y según Sócrates de Constantinopla financió las procesiones anti-arrianas de Constantinopla. También presidió las celebraciones públicas a la llegada de nuevas reliquias de mártires cristianos a la ciudad y se unía a vigilias nocturnas sobre los restos. Frecuentemente se habla de ella como actuando sola en temas religiosos y aparecer sola en público. Arcadio permanecía notablemente ausente de acontecimientos públicos.
Una interpretación es que Eudoxia había adoptado el papel de patrona de la Iglesia que antes perteneció a los Augustos, de Constantino I en adelante. Su papel la llevaría al conflicto con Juan Crisóstomo, el patriarca de Constantinopla. Su oposición inicial pudieron ser sus protestas sobre la caída del poder y la ejecución de Eutropio.
Durante su época como arzobispo, Juan firmemente rechazó celebrar lujosos encuentros sociales, lo que le hizo popular entre la gente del pueblo, pero impopular entre los ciudadanos ricos y el clero. Sus reformas del clero también eran impopulares con estos grupos. Dijo a los predicadores visitantes que regresaran a las iglesias en las que se suponía que estaban sirviendo, sin ningún pago por los gastos.
Alrededor de la misma época, Teófilo, el patriarca de Alejandría, quería traer a Constantinopla bajo su dominio y se opuso al nombramiento de Juan para Constantinopla. Siendo un oponente a las enseñanzas de Orígenes, acusó a Juan de ser demasiado parcial por las enseñanzas de ese teólogo. Teófilo había disciplinado a cuatro monjes egipcios (conocidos como "los hermanos altos") por su apoyo a Orígenes. Huyeron y Juan los recibió. Juan hizo otro enemigo en Elia Eudoxia, la esposa del emperador de Oriente Arcadio, quien asumió (quizá con razón) que sus denuncias de la extravagancia en el vestido femenino estaban dirigidas a ella misma.
Dependiendo del punto de vista que se defienda, Juan o bien carecía de tacto, o bien de temor, cuando denunciaba ofensas en altos cargos. Se aliaron en contra suya Eudoxia, Teófilo y otros de sus enemigos. Celebraron un sínodo en 403 (el Sínodo del roble) para acusar a Juan, en el que su conexión con Orígenes se usó en su contra, dando como resultado su deposición y exilio. Arcadio lo llamó de vuelta de forma casi inmediata, pues el pueblo se volvió "tumultoso" por su marcha. Hubo también un terremoto la noche de su arresto, lo que Eudoxia tomó como un signo de la ira de Dios, lo que la impulsó a pedir a Arcadio la reinstauración de Juan.
Poco duró la paz. Una estatua de plata de Eudoxia se erigió cerca de su catedral. Juan Crisóstomo denunció las ceremonias de dedicación. Habló contra ella en términos duros: "De nuevo Herodías delira; de nuevo se preocupa; danza otra vez; y de nuevo desea recibir la cabeza de Juan en una bandeja," una alusión a los acontecimientos que rodearon la muerte de Juan el Bautista. 
Otra vez desterraron a Juan, esta vez al Cáucaso en Armenia. Eudoxia no sobreviviría mucho tiempo más. Su séptimo y último embarazo acabó en aborto o, según Pseudo-Martirio, en un segundo nacimiento de niño muerto. Sufrió hemorragias y murió de una infección poco después. El Pseudo-Martirio celebra su muerte y la considera una segunda Jezabel.

## Descendencia
Eudoxia y Arcadio tuvieron, que se sepa, cinco hijos. La principal fuente sobre sus nacimientos y muertes es la crónica de Amiano Marcelino:
- Flacila (nacida el 17 de junio de 397). Su nacimiento fue documentado por Amiano. Murió antes que su padre. Es la única de sus hijos que no está mencionada como viva en su muerte el año 408.
- Pulqueria (19 de enero de 399 - 453). Se casó con Marciano.
- Arcadia (3 de abril de 400 - 444).
- Teodosio II (10 de abril de 401 - 28 de julio de 450).
- Marina (12 de febrero de 403 - 449).